# Joan Ortega i Casas
Joan Ortega i Casas   (Barcelona, 2 de setembre de 1915 - Barcelona, 15 d'octubre de 1976) fou un futbolista català de la dècada de 1940.
Començà a destacar al CE Cervera després de la guerra civil. L'any 1941 fitxà pel RCD Espanyol, amb el qual debutà a primera divisió, disputant 3 partits. Posteriorment jugà cedit a diversos clubs, UE Olot, Reus Deportiu, SD Ceuta (a segona divisió), UE Sant Andreu i Nàstic de Tarragona (a la copa). Acabà la seva carrera a CE Cervera i CF Sant Sadurní.